# Mas Clarà (Tarragona)
El Mas Clarà és una masia de Tarragona protegida com a Bé Cultural d'Interès Local.

## Descripció
Mas rehabilitat com a habitatge unifamiliar, emplaçat en un lloc aïllat però proper a urbanitzacions en expansió. El mas està envoltat per una tàpia que clou un pati davant l'edifici principal. L'accés al pati es realitza a través d'un arc rebaixat de pedra amb la corresponent porta de fusta. En el muntant esquerre, es pot llegir "Mas Clarà" en dues rajoles esmaltades. El cos principal, es compon de dues plantes i un altell centrat en la composició de la façana, a conseqüència de la rehabilitació del mas. Al primer pis destaca una porxada de quatre arcs oberts amb barana ceràmica, en el costat esquerre. A continuació, dues finestres de les mateixes dimensions. A l'altell central una finestra coronella. A la façana lateral esquerre, un arc de la galeria i una finestra. Totes les obertures són en arc. Adossat al cos central, existeix una mena de corral. A nivell de materials constructius, s'ha utilitzat la pedra en els paraments i maons en els encerclaments de les obertures i en les cantoneres. Abans d'arribar al mas pròpiament, es conserven restes d'antigues edificacions.